# رحمان (اسم)
رحمان، هو اسم علم مذكر، وهو اختصارا ل عبد الرحمن، كون الرحمن واحدا من أسماء الله الحسنى في الإسلام.
بخلاف عبد الرحمن لا يسمي العرب "رحمان" مجردا كونه أحد الاسماء المختصة لله عند المسلمين.

## الاسم
- رحمن علي (1943)، ملاكم أمريكي
- رحمان رضائي (1975)، لاعب كرة قدم إيراني
- رحمان أحمدي (1980)، لاعب كرة قدم إيراني

## اسم العائلة
- أي.أر. رحمان، ملحن، مغني، وكاتب أغاني هندي، حائز على جائزة أوسكار الموسيقى
- إمام علي رحمن، رئيس طاجيكستان
- حازم رحمن، بطل ملاكمة الوزن الثقيل السابق
- وحيدة رحمن، ممثلة هندية

## النصف الثاني من اسم مركب
راجع صفحات الاسم التالية:
- عبد الرحمن

أيضا الأسماء الفردية التالية
- منتظر رحمان أكبر (من مواليد 1957)، مخرج أفلام بنغلاديشي، وكاتب سيناريو ومنتج
- مجيب الرحمن (1920-1975)، مؤسس وزعيم بنغلاديشي
- صفي الرحمن المباركفوري (1943-2006)، كاتب هندى